# Nome de la Bât

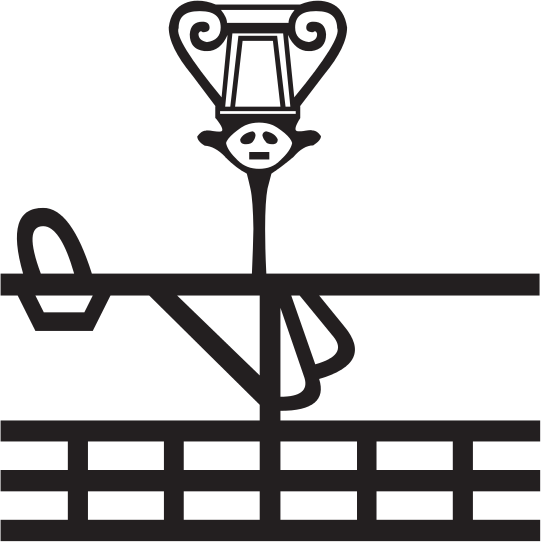
Hiéroglyphe symbole du Nome.

Le nome de la Bât (bȝt) est l'un des 42 nomes (division administrative) de l'Égypte antique. C'est l'un des vingt-deux nomes de la Haute-Égypte et il porte le numéro sept.

## Géographie

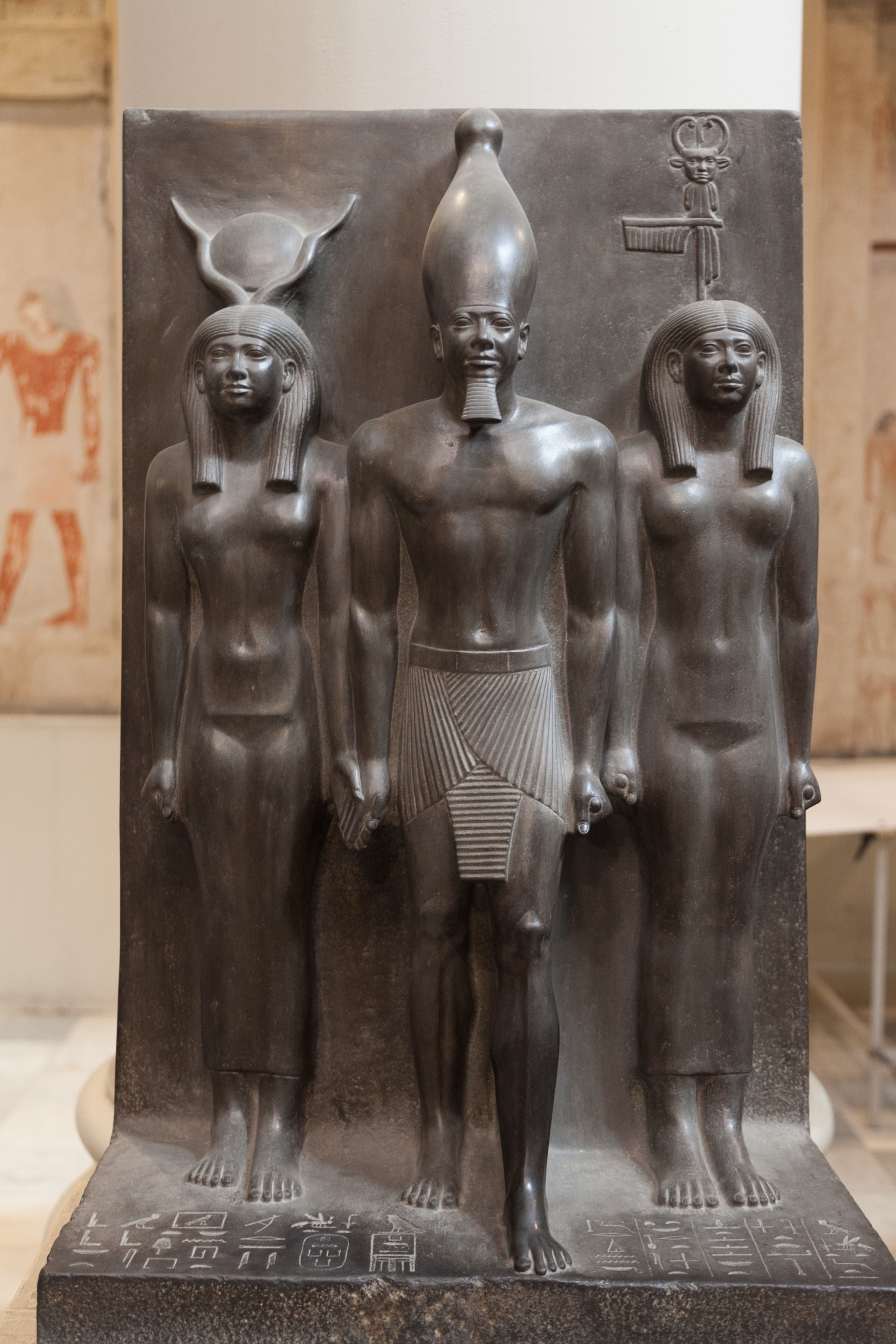
Triade de Mykérinos avec la personnification du nome de la Bât à droite.

Ce nome faisait près de 42 km de long selon la liste des nomes de Sésostris Ier. Une piste du désert occidental provenant des oasis de Dakhla et Kharga menait directement au nome. Le nome était situé entre le nome du Crocodile (6e) à l'est (en amont) et le nome de la Grande Terre (8e) au nord-ouest (en aval),.

## Histoire
Le site de Diospolis Parva se développa significativement pendant la période prédynastique (bien que le site resta en retrait par rapport à Nekhen, Nagada et Thinis-Abydos). Si le site resta important pendant la période thinite, le développement de Dendérah (nome du Crocodile) à partir de la IVe dynastie éclipsa la ville tout comme celles de Coptos et Nagada (nome des Deux Divinités).

## Divinités locales
Selon la liste des nomes de Sésostris Ier, la principale divinité du nome était la déesse Bat, qui donna d'ailleurs son nom au nome et qui était vénérée dans la ville de Nag Hammadi. Au cours du Moyen Empire, la déesse Hathor absorba complètement Bat. À Diospolis Parva, ville nommée par les anciens Égyptiens Hout-Sekhem, deux temples gréco-romains, l'un daté de Ptolémée VI, l'autre par Nerva et Hadrien.

## Lieux principaux

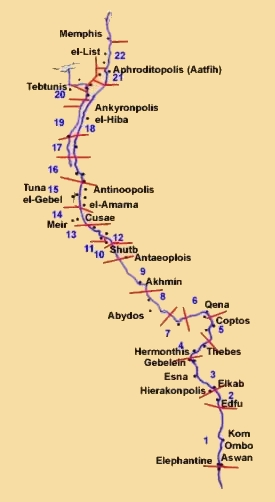
Les nomes de Haute-Égypte

- Abadiyeh
- Diospolis Parva
- Nag Hammadi
- Abou Oumouri